# Pleomorfismo
Si chiama pleomorfismo la proprietà di alcuni microrganismi di modificare la propria morfologia. 
Si tratta di una caratteristica tipica dei micoplasmi che non possiedono una parete cellulare rigida che definisca una forma costante.